# Ética aplicada
La ética aplicada es la rama de la ética que estudia la aplicación de las teorías éticas a cuestiones morales concretas y controvertidas.
Algunas de estas cuestiones son estudiadas por subdisciplinas. Por ejemplo, la bioética estudia las cuestiones relacionadas con el avance de la biología y la medicina, como el aborto inducido, la eutanasia y la donación de órganos.
La deontología profesional busca justificar los valores morales que deberían guiar a los profesionales, y estudia los valores que de hecho guían a los profesionales. En el primer sentido la deontología profesional es una disciplina normativa y filosófica. En el segundo sentido, se trata más bien de una disciplina descriptiva y por lo tanto científica. La deontología profesional también cuenta con subdisciplinas como la ética médica, la ética militar, la ética de los negocios, la ética computacional o la ética de la ingeniería.
La ética ambiental se ocupa de la relación ética entre los seres humanos y el medio ambiente. Quizás las dos preguntas fundamentales de esta disciplina sean: ¿qué deberes tienen los seres humanos hacia el medio ambiente, y por qué? En general, la respuesta a la primera pregunta es una consecuencia de la respuesta a la segunda. Distintas respuestas o aproximaciones a respuestas han dado lugar a distintas éticas ambientales.
La ética militar es un conjunto de prácticas y discursos que sirven para orientar a las fuerzas armadas y a sus integrantes para que actúen conforme a unos valores y unas normas determinadas, y para mostrar al conjunto de la ciudadanía esos valores de referencia.
La ética económica se ocupa de las relaciones éticas que deberían guiar las relaciones económicas entre los seres humanos y el efecto que tales normas tendrían sobre la economía de nuestras sociedades. De hecho gran parte de los economistas que desarrollaron la teoría moderna de la economía partieron de bases éticas. El ejemplo más cercano es el utilitarismo desarrollado primero como doctrina moral y luego usado para la teoría del valor neoclásica.
La ética organizacional es una ética aplicada a una circunstancia particular –la organización–, con sus aspectos específicos. Es una disciplina científica que «investiga el impacto que individuos, grupos y estructuras tienen en la conducta dentro de las organizaciones, con la finalidad de aplicar estos conocimientos a la mejora de la eficacia de tales organizaciones»
Otras cuestiones estudiadas por la ética aplicada son la pena de muerte, la guerra nuclear, el racismo y el uso recreativo de drogas.

## Subdisciplinas
La ética aplicada se diversifica en varias subdisciplinas: bioética o ética médica, ética profesional o deontología, ética ambiental, ética económica y comercial, ética social, y ética sexual.

### Bioética
La bioética es la rama de la ética dedicada a promover los principios para la conducta más apropiada del ser humano con respecto a la vida, tanto de la vida humana como del resto de seres vivos, así como al ambiente en el que pueden darse condiciones aceptables para la misma.
Se trata de una disciplina relativamente nueva, y el origen del término corresponde al pastor protestante, teólogo, filósofo y educador alemán Fritz Jahr, quien en 1927 usó el término Bio-Ethik en un artículo sobre la relación ética del ser humano con las plantas y los animales. Más adelante, en 1970, el bioquímico estadounidense dedicado a la oncología Van Rensselaer Potter utilizó el término bio-ethics en un artículo sobre «la ciencia de la supervivencia» y posteriormente en 1971 en su libro Bioética un puente hacia el futuro.

### Ética profesional
La ética profesional o deontología profesional (del griego δέον 'debido' + λόγος 'tratado', término introducido por Jeremy Bentham en su Deontology or the Science of Morality, Deontología o ciencia de la moralidad, 1834) es la rama de la ética aplicada cuyo propósito es establecer los deberes de quienes ejercen una profesión.
La ética o deontología no impone sanciones legales o normativas. Sin embargo, la ética profesional puede estar, en cierta forma, en los códigos legales que regulan una actividad profesional. La deontología también forma parte de lo que se conoce como ética normativa y presenta una serie de principios y reglas de cumplimiento obligatorio.

### Ética ambiental
La ética ambiental o ética del ambiente es la parte de la filosofía y la ética aplicada que considera las relaciones éticas entre los seres humanos y el ambiente natural o medio ambiente. Ejerce influencia en una larga lista de disciplinas como el derecho, sociología, economía, ecología, geografía, etc. En su campo incluye la estética de la naturaleza y otras ramas de la investigación filosófica (epistemología, metafísica, axiología, etc.)
La ética ambiental es un relato sistemático de las relaciones morales entre los seres humanos y su medioambiente. La también llamada ética medioambiental, es una rama relativamente nueva de la ética filosófica, la cual describe los valores que lleva el mundo natural no humano y prescribe una respuesta ética apropiada para asegurar la preservación o restauración de dichos valores.
Dentro de las corrientes de pensamiento más conocidas de la ética ambiental, se encuentra aquella basada en el sistema moral deontologico, aquella que limita el objetivo de los sistemas naturales como independiente del uso o valor que el ser humano pueda tener sobre él. Y dentro de ella, la perspectiva deontologica holística e individualista. Los mayores expositores de ellas son Holmes Rolston y Paul W. Taylor , respectivamente. El primero expone constantemente  que la especie, como conjunto es la unidad fundamental más importante de la vida, donde los organismos son mera representación de la especie y cuyo objetivo único es preservarla. Esto implica que los organismos son reemplazables. Desde una perspectiva deontológica la elección de proteger a una especie a costa de la pérdida de organismos no es solo una acción con suficiente justificación, sino un deber moral. Taylor señala lo que llama "el valor inherente" de las plantas y animales, comprometiendo al principio de imparcialidad de especies a través del reconocimiento de que las especies humanas y no humanas buscan el bienestar en su propia manera. Este valor que les pertenece por naturaleza es lo que vuelve mala a una acción cuando no es considerado el daño que provocaría en el organismo al tomar decisiones, como agentes morales debemos considerarlos, tener una actitud de respeto. Taylor menciona en Respeto por la naturaleza (1986) que el ser humano debe aislarse de su naturaleza biológica y teológica para tomar decisiones, con un compromiso moral de la no intervención haciendo uso de su racionalidad.
Ambas teorías tienen como uno de sus fundamentos la capacidad del ser humano de tomar decisiones racionales a partir de la separación de sus intereses y así juzgar de manera objetiva su intervención en la naturaleza. Esto implicaría alcanzar el valor más alto de una acción moral.   
La claridad ética no se puede generar casualmente, sino que requiere el mismo tipo de atención intelectual rigurosa que la dedicada a consideraciones científicas, técnicas y legales. No se puede esperar que la ecología determine lo que en el medio ambiente tiene o no tiene valor intrínseco. La idea de que la ecología o alguna otra ciencia puede decirnos qué actitud deberíamos tener hacia la naturaleza es una perspectiva incorrecta. Sin embargo, esto no quiere decir que la ecología no nos pueda dar conocimiento empírico que sea relevante para las decisiones que tenemos que tomar. Entonces, no es posible deducir sobre la base de teorías ecológicas cómo nosotros como seres humanos debemos relacionarnos con los diversos tipos de ecosistemas.
Para aquellos que interesados en ingresar al campo de la ética medio ambiental para poder hacer una contribución significativa a la resolución de problemas ambientales utilizando las herramientas de la filosofía, el estado de las cosas continúa siendo poco motivador. Y aunque ha habido cambios positivos a lo largo de los años con una nueva generación de filósofos emergentes que están más dispuestos a profundizar en una comprensión más sólida de los problemas ambientales concretos en lugar de apegarse a describir el "valor intrínseco" de la naturaleza, esta influencia sigue siendo la más influyente.
El área académica de la ética ambiental surgió como respuesta al trabajo de científicos como Rachel Carson que con su libro Primavera Silenciosa (1962) denunciaba el efecto medioambiental de los pesticidas de uso agrícola, la publicación del Informe del Club de Roma Los límites del Crecimiento (1972) o el Informe Brundtland (1987). Aquí es cuando la contingencia político social urge a los filósofos para la consideración filosófica de todos los problemas ambientales. Además, el influyente ensayo previo de Aldo Leopold A Sand County Almanac. The Land Ethic (1949) donde el autor expone que las raíces de la crisis ecológica son fundamentalmente filosóficas. Otros títulos importantes que dieron inicio y marcaron la necesidad de una ética ambiental fueron El concepto de moralidad de William Frankena (1966) y La tragedia de los comunes de Garret Hardin (1968).

## ¿Qué es la ética aplicada?
La ética aplicada es el examen filosófico, desde un punto de vista moral, de cuestiones concretas en la vida privada y pública de juicio moral.
La ética aplicada constituye una de las áreas más prolíficas y actuales de la filosofía contemporánea. Los que hacen ética aplicada desarrollan su trabajo en varias áreas de la sociedad donde la ética posee un papel relevante. Trabajan en ámbitos como la bioética, la ética empresarial, la ética ambiental, la ética legal, la ingeniería ética, la ética de la comunicación, la ética del ciberespacio, etc. Estos y muchos otros ámbitos, donde se lleva a cabo un intento de tratar con problemas éticos que surgen en la vida cotidiana, constituyen el objeto de estudio de la ética aplicada.
En una primera noción de ética aplicada, podría parecer redundante, puesto que la ética misma es una filosofía práctica, una filosofía de la acción; sin embargo, esa filosofía práctica que Sócrates ejerciera en el Ágora, quiere decir, en el centro de la vida ciudadana de Atenas, con el transcurso del tiempo fue poniendo cada vez más el acento en sus componentes teóricos, hasta casi reducirse en los últimos siglos a una reflexión sobre los fundamentos de las normas.
La moral es el conjunto de normas de comportamiento generalmente aceptadas por una sociedad, por ello, la moral y la ley suelen estar íntimamente relacionadas. En cambio, la ética es la reflexión sobre las diferentes moralidades que se dan en las sociedades, por ello, la ética supone una actitud crítica sobre la moral y sobre las leyes.
La tentación de actuar de un modo éticamente cuestionable puede ser muy fuerte, en particular cuando ese comportamiento puede tener recompensa. Véase el caso de un proceso farmacéutico. Durante años ha sido práctica común que los proveedores otorguen descuentos a los detallistas por mercancía dañada o caducada. Sin embargo, algunas empresas parecen aprovecharse de esa política. Ha habido un gran número de fusiones entre cadenas farmacéuticas detallistas, lo cual les da notable influencia. Al volverse más dependientes de estas cadenas, los proveedores lanzan la acusación de que algunas se han vuelto más liberales en su interpretación de "dañada y caducada" y hacen deducciones no autorizadas en sus facturas. ¿Esto es contrario a la ética? Los proveedores creen que sí lo es, pero hay quien piensa que estos han tenido la ventaja durante años. En el pasado habían podido imponer condiciones a los detallistas y ahora "el reverso de la moneda es juego limpio". 
Las organizaciones están dirigiendo su atención a las cuestiones éticas. Esto se ve en que la mayoría de las empresas tiene un código de ética para sus empleados. Sin embargo, mientras haya objetivos en conflicto y la oportunidad de que la gente haga juicios, habrá fallas éticas. Para aliviar un tanto la presión sobre los empleados que encaran problemas éticos y acaso para reducir la frecuencia y gravedad de estos problemas, las organizaciones han tomado varias medidas:
1. Comunicar claramente las normas éticas y las expectativas de la organización mediante capacitación inicial y frecuentes recordatorias y actualizaciones.
2. Asegurar que los requerimientos del empleados en términos de metas, cuotas y plazos sean razonables.
3. Crear un puesto a nivel alto de "ejecutivo responsable de la ética", ocupado por una persona con la capacidad para brindar consejo, así como la autoridad para responder a quejas e indagaciones.
4. Expresar reconocimiento a la conducta ética extraordinaria y actuar con decisión en las violaciones a la ética.
5. Reforzar la sensibilidad de los empleados al comunicar declaraciones éticas formuladas por organizaciones profesionales, como la American Marketing Association.

## ¿Qué es un conflicto ético?
Se dice que aparece un conflicto ético, en el momento en el que una de las parte involucradas, al perseguir sus objetivos, incurre en un comportamiento que afecta la forma en la que una o más de las otras partes puedan cumplir sus propios objetivos. Cuando este efecto en positivo, se puede decir que la acción es ejemplar, sin embargo, cuando el efecto es negativo y afecta de alguna manera la capacidad de la otra parte para lograr sus metas, se le califica a esta acción como "no ética". El conflicto ético aparece por lo general, cuando las acciones de una de las partes afecta de manera negativa a otra.

## Beneficios del comportamiento ético
En los beneficios del comportamiento ético se podría decir que la conducta ética debería recompensarse por sí sola. Con todo, también hay beneficios tangibles en ella. El negocio se construye sobre relaciones con los proveedores, clientes, empleados y otros grupos. La fuerza de esas relaciones es en su mayor medida función de la cantidad de confianza que las partes tienen una en la otra. El comportamiento carente de ética mina la confianza y destruye las relaciones. 
Las cuestiones que tienen que ver con la ética a menudo son ambiguas. Hay situaciones en las que algunos podrían considerar inapropiado y carente de ética el comportamiento de un mercadólogo, en tanto que otros lo considerarían totalmente aceptable.

## Críticas a la ética aplicada
Una de las críticas a la ética aplicada que existen actualmente, es aquella desarrollada por Steve Bain, la cual argumenta "que todo comportamiento  ético [...] está en las relaciones, no en las decisiones." ya que "A diferencia de las decisiones, las relaciones no tienen ni un inicio ni un fin claro, se definen y se transforman a sí mismas. En este sentido, si uno tiene responsabilidad ética, la responsabilidad se expande radicalmente para incluir casi cualquier aspecto de la vida."